# Agrupación de Funcionarios de UTE
La Agrupación de Funcionarios de la UTE (abreviado como AUTE) es un sindicato que nuclea como afiliadas al 75% de las personas trabajadoras de la Administración de Usinas y Transmisiones del Estado (UTE). Fue fundada el 4 de abril de 1949 e integra el PIT-CNT.

## Historia
El 12 de septiembre de 1949 apareció el número 1 de "Voz", el periódico de la Agrupación UTE-Pro Mejoras Presupuestales. En su editorial se explicaba que fue necesaria la creación de la publicación para poder escribir con espacio y tiempo "ideales y entusiasmos" del sindicato que, para ese entonces, publicaba boletines y volantes y ya tenía una audición radial que se transmitía en todo el país. Hasta 1972 se publicarían 164 números.

El primer paro con corte de servicio fue el 12 de agosto de 1959, después de más de un año de medidas de lucha por mejoras salariales y condiciones laborales. Según el dirigente Wladimir Turiansky: 
Por 24 horas los trabajadores ocuparon los lugares de trabajo y en una extraordinaria demostración de disciplina, organización y solvencia técnica, mantuvieron exclusivamente aquellos servicios eléctricos y telefónicos previamente establecidos. Ni un incidente perturbó una jornada protagonizada por miles de trabajadores en todo el país. (…) Ya en la tarde, cuando se preparaban las maniobras necesarias para proceder al restablecimiento de los servicios, llegaba a la Asamblea General del Poder Legislativo dando cuenta de la adopción de las Medidas Prontas de Seguridad, tan innecesarias como inútiles, ya que el propio Poder Ejecutivo debió levantarlas pocos días después. A la medianoche del 12, todo había, paulatinamente, vuelto a la normalidad, los trabajadores procedían a desalojar las plantas ocupadas y con esa espontaneidad de las grandes jornadas, afluyeron a la explanada del Palacio de la Luz. Allí, en medio de los abrazos y las lágrimas, se fue encontrando la gente que salía del Palacio, de las Centrales, de Talleres Generales, del viejo depósito de exteriores el Optimo, que aún recuerdan los viejos compañeros del gremio, de almacenes, locomoción, de la central telefónica de Aguada y allí, con el solo y sencillo grito de ¡Viva AUTE! quedó sellada para siempre la unidad de los trabajadores de UTE, en torno a su sindicato, unidad que ninguna de las duras pruebas posteriores pudo mellar.
Sobre este paro escribió Carlos Quijano en La Tribuna Popular: "El paro del miércoles fue un acto preciso, calculado, bien organizado y realizado por quienes sabían lo que hacer. Hay que reconocerlo así, al comprobar que paralizaron la vida del país sin provocar ningún incidente, sin cometer ningún desmán, sin causar perjuicio a ninguno de los valiosos instrumentos que tuvieron discrecionalmente bajo su control." 
En las inundaciones de abril de 1959 en Uruguay AUTE fue protagonista de primera línea de aquella emergencia, y al respecto el dirigente de los trabajadores de la ciudad de Mercedes, Aurelio Piccone, decía: "Los evacuados, algunos se dirigieron a Chamberlain, a estancias vecinas, a Cortinas, a Tacuarembó, y otros, los rabajadores de UTE, al local sindical de la calle Agraciada 2463 en Montevideo. (...) Se albergaron con sus familias en el viejo Salón de Actos, que en sus paredes guardaban celosos los ecos encendidos de polémicas discusiones sobre tal o cuáles medidas de lucha o estrategias a encarar. (...) Todos los lugares habitables de AUTE, estaban totalmente repletos. Los trabajadores y sus familias encontraron fuera de sus casas tapadas por las aguas de la crecida, su otra casa, la de AUTE, que los defendía y cobijaba: la razón de ser de un sindicato." 

### Funcionarios detenidos desaparecidos en la última dictadura cívico-militar

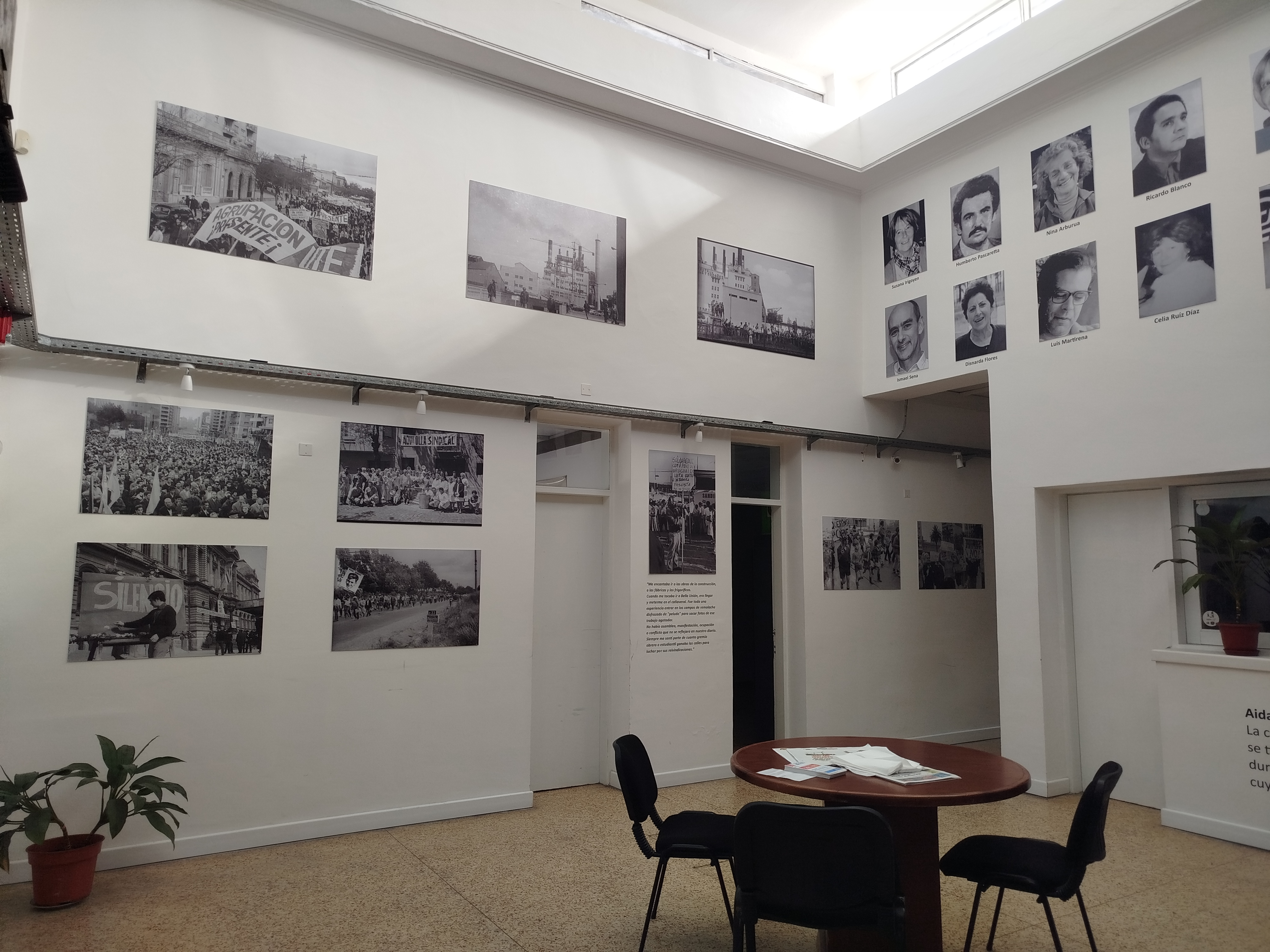
Salón de la Memoria en el local de AUTE Montevideo inaugurado el 17 de marzo de 2024

AUTE recuerda y rememora como mártires caídos en la lucha contra la dictadura cívico-militar de Uruguay (1973-1985) a tres personas que pertenecieron a la organizaciónː
- Oscar Tassino Asteazúː secuestrado el 19 de julio de 1977 y llevado a La Tablada Centro Clandestino de Detención y Torturas, continuando aún desaparecido.[6]
- Ricardo Alfonso Blanco Valienteː secuestrado el 15 de enero de 1978, sus restos fueron hallados el 12 de marzo de 2012 en el terreno del Batallón de Infantería Paracaidistas N°14 en Toledo por del Grupo de Investigación en Antropología Forense (GIAF).[7]
- Humberto Pascaretta Correaː secuestrado el 4 de mayo de 1977, muriendo por las torturas recibidas un mes después, el 4 de junio de 1977.[8]

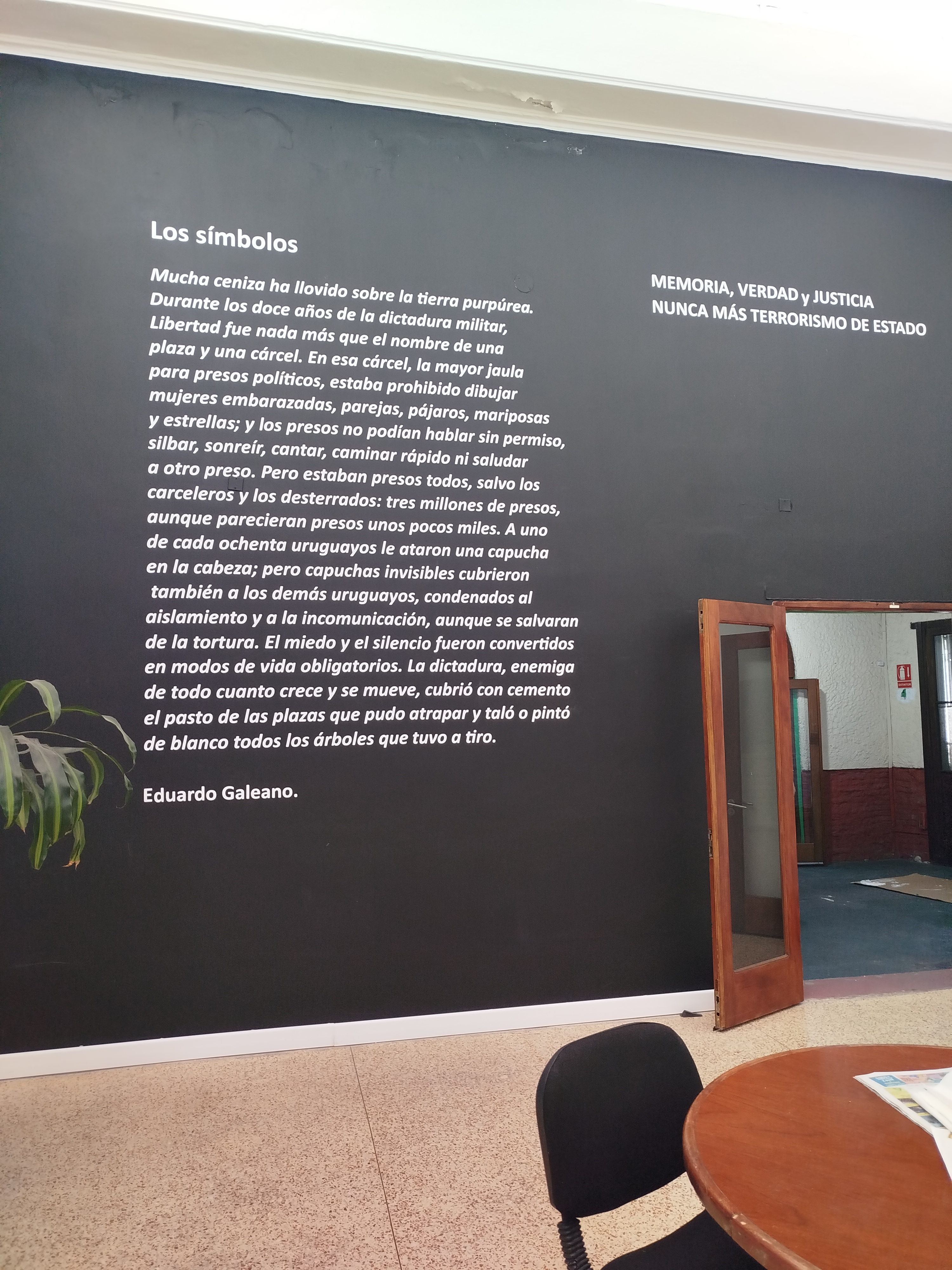
Salón de la Memoria en el local de AUTE Montevideo inaugurado el 17 de marzo de 2024

## Estructura
En 2021 contaba con aproximadamente 4000 personas afiliadas que, por pertenecer a una rama de actividad históricamente masculinizada, está conformada en un 75% por hombres, lo cual refleja la misma proporción de la masa funcionarial total de UTE. Tiene una personería jurídica y las elecciones se realizan cada dos años.

### Funcionamiento
En el artículo N°27 de los estatutos se define la estructura de AUTE con los siguientes organismos:
- Asamblea de Afiliados como autoridad máxima
- Plenario Nacional de Delegados como el órgano encargado de definir las grandes líneas de acción de AUTE
- Congreso Nacional de Delegados como órgano permanente de dirección
- Mesa Directiva como órgano permanente de dirección entre PND y CND, administración, representación y ejecución
- Presidencia, Secretaría, Tesorería
- Tribunal Arbitral
- Comisiones estatutarias: Fiscal y Electoral

Una vez instalado el Congreso Nacional de Delegados, se debaten y deciden los lineamientos de acción durante el resto del período, incluida la designación de representantes permanentes para las instituciones que corresponda. Cada corriente de pensamiento elabora una lista de 15 personas que encabecen las ternas de representación para presentar en las elecciones de la Mesa Directiva integrada por 15 miembros. Tanto el Congreso Nacional de Delegados como la Mesa Directiva pueden designar las comisiones que se consideren necesarias, las cuales pueden ser programáticas o temáticas.
En la década de 1950, AUTE estuvo presidida por Domingo Longres, Aníbal Gardone, Galileo Bianchi, Carlos Miranda y Miguel Gayol. A su vez, Juan M. Panizzi y W. Turiansky fueron algunos de los que presidieron AUTE como parte de una generación de relevo.
En 1987, al retomarse las actividades sindicales luego del paréntesis impuesto por la dictadura cívico-militar, hubo dos mujeres formando parte de la Mesa Directiva: Celia Ruiz y Blanca Elgar.t

#### Comisiones Temáticas
En el marco de la Comisión de Deporte y Cultura se desarrollan campeonatos de pesca, vóleibol o ajedrez. También se imparten talleres de, por ejemplo, yoga, ajedrez, teatro y candombe. Desde 1945, los cursos y talleres son gratuitos para todas las personas afiliadas y sus familiares. La Comisión también lleva adelante la biblioteca del sindicato que funciona desde octubre de 1954.   

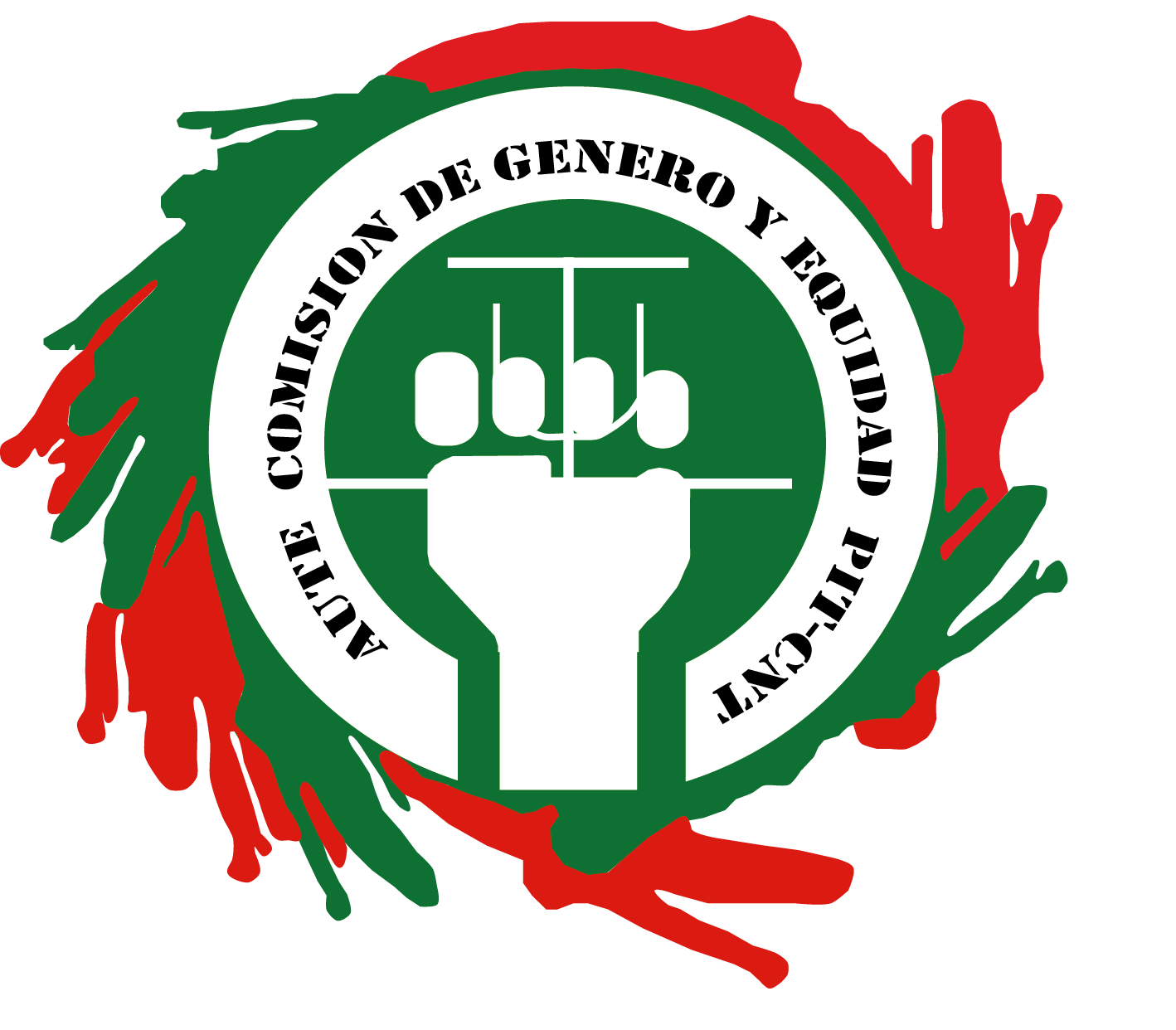

La Comisión de Comunicación está a cargo del programa de radio "Pensando y Haciendo" en CX 30 Radio Nacional, la página web institucional y las redes sociales.

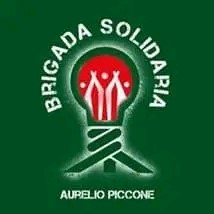

Los colores de la bandera gremial son "rojiverde que caracteriza a la Agrupación y con cuyos colores se recuerda y testimonia el reconocimiento al apoyo del Club Atlético Aguada, donde funcionó AUTE, antes de trasladarse al local de Agraciada 2463".

### Vínculos con la comunidad
AUTE le presta las instalaciones del gimnasio de la sede de Montevideo a los estudiantes de la UTU de Arroyo Seco para que puedan tener sus clases de gimnasia. También presta su local a cooperativas de viviendas y otros sindicatos que aún no tienen sede.  
También ha sido lugar de ensayo para varias agrupaciones de carnaval, como Falta y Resto, Asaltantes con patente y Sociedad Anónima.  
Desde agosto de 2020 se apoya económica y logísticamente a merenderos y ollas populares y AUTE presta sus instalaciones para encuentros de la Coordinadora Popular y Solidaria.   
En la segunda década de los 2000 (se concreta "la conformación de una brigada solidaria que realice tanto tareas de infraestructura, como de formación y concientización del uso y los riesgos de la energía eléctrica." Esta brigada, la Brigada solidaria Aurelio Piccone, firmó un convenio con el CODICEN para reparar escuelas de todo el país, en donde se deja establecido que "la mano de obra la proporciona AUTE y el CODICEN debe proporcionar los materiales y la responsabilidad técnica y civil de las instalaciones."

## Sedes

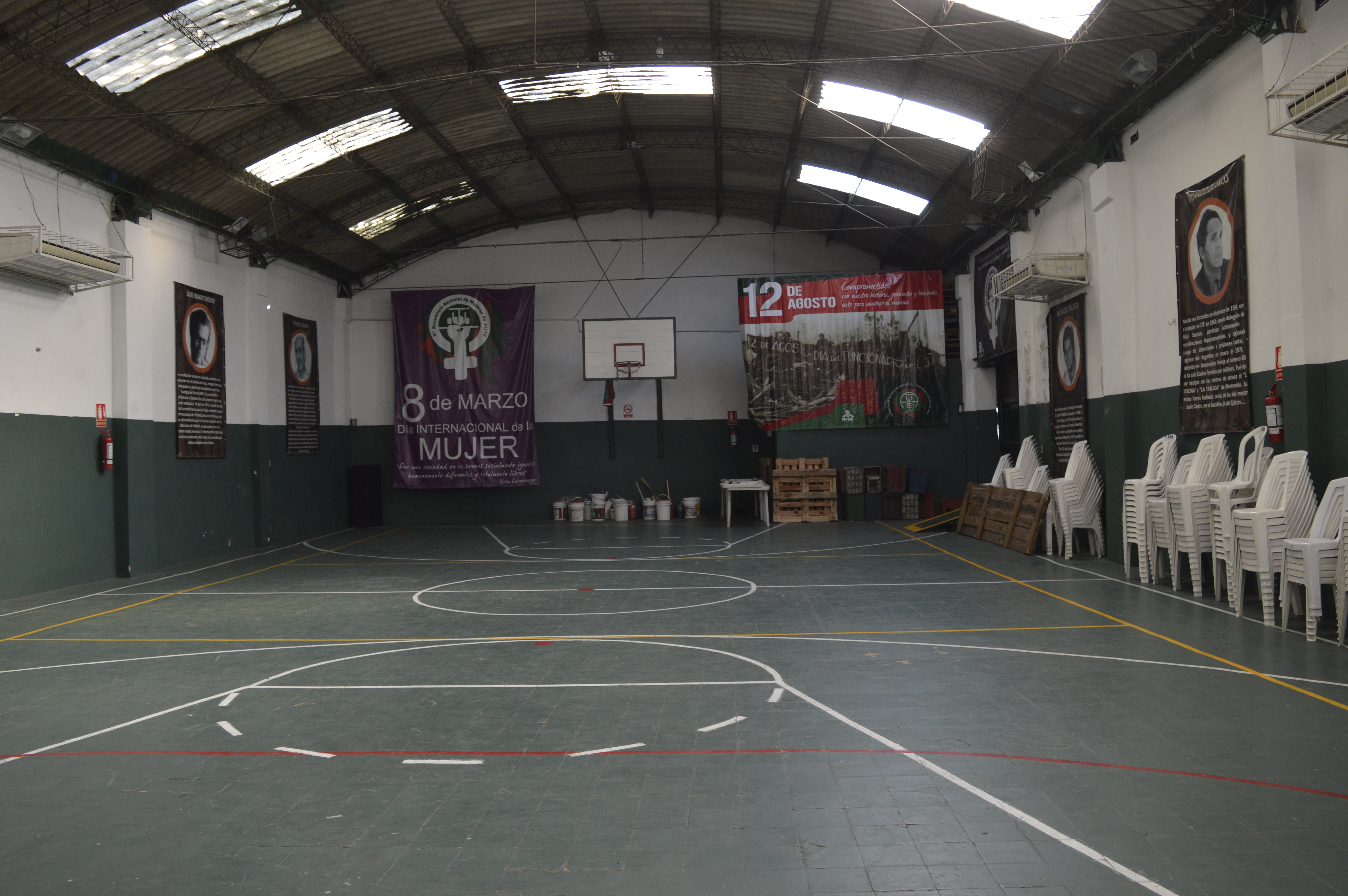
Cancha de básquet en la sede de Montevideo.

Es un sindicato de alcance nacional que cuenta con trece sedes a lo largo de todo el territorio.
| Ciudad            | Dirección                  |
| ----------------- | -------------------------- |
| Artigas           | Gral. Eugenio Garzón 667   |
| Baygorria         | Ruta 4 1000 s/n            |
| Durazno           | Manuel Oribe 459           |
| Las Piedras       | Luis A. de Herrera         |
| Maldonado         | Zelmar Michelini 775 M33   |
| Mercedes          | Cristóbal Colón 66         |
| Minas             | 18 de julio 332            |
| Montevideo        | Agraciada 2463             |
| Palmar            | Av. Brasil 003 s/n         |
| Paysandú          | Sarandí 930                |
| Salto             | Sarandí 257                |
| San José          | Zorrilla de San Martín 593 |
| Paso de los Toros | Rómulo Mangini 369         |